# بلبل پشت‌پفی
بلبل پشت‌پفی (نام علمی: Euptilotus eutilotus) یک گونه از پرندگان آوازخوان از خانواده بلبلان است. این تنها گونه‌ای است که در سردهٔ Euptilotus قرار دارد. در شبه جزیره مالایی، سوماترا و بورنئو یافت می‌شود. نام‌های جایگزین برای بلبل پشت‌نخودی شامل بلبل قهوه‌ای تاج‌دار و بلبل قهوه‌ای پشت‌پفی است. زیستگاه طبیعی آن جنگل‌های دشت نمناک نیمه‌گرمسیری یا گرمسیری است. نابودی زیستگاه آن را تهدید می‌کند.